# Jüngling von Naïn

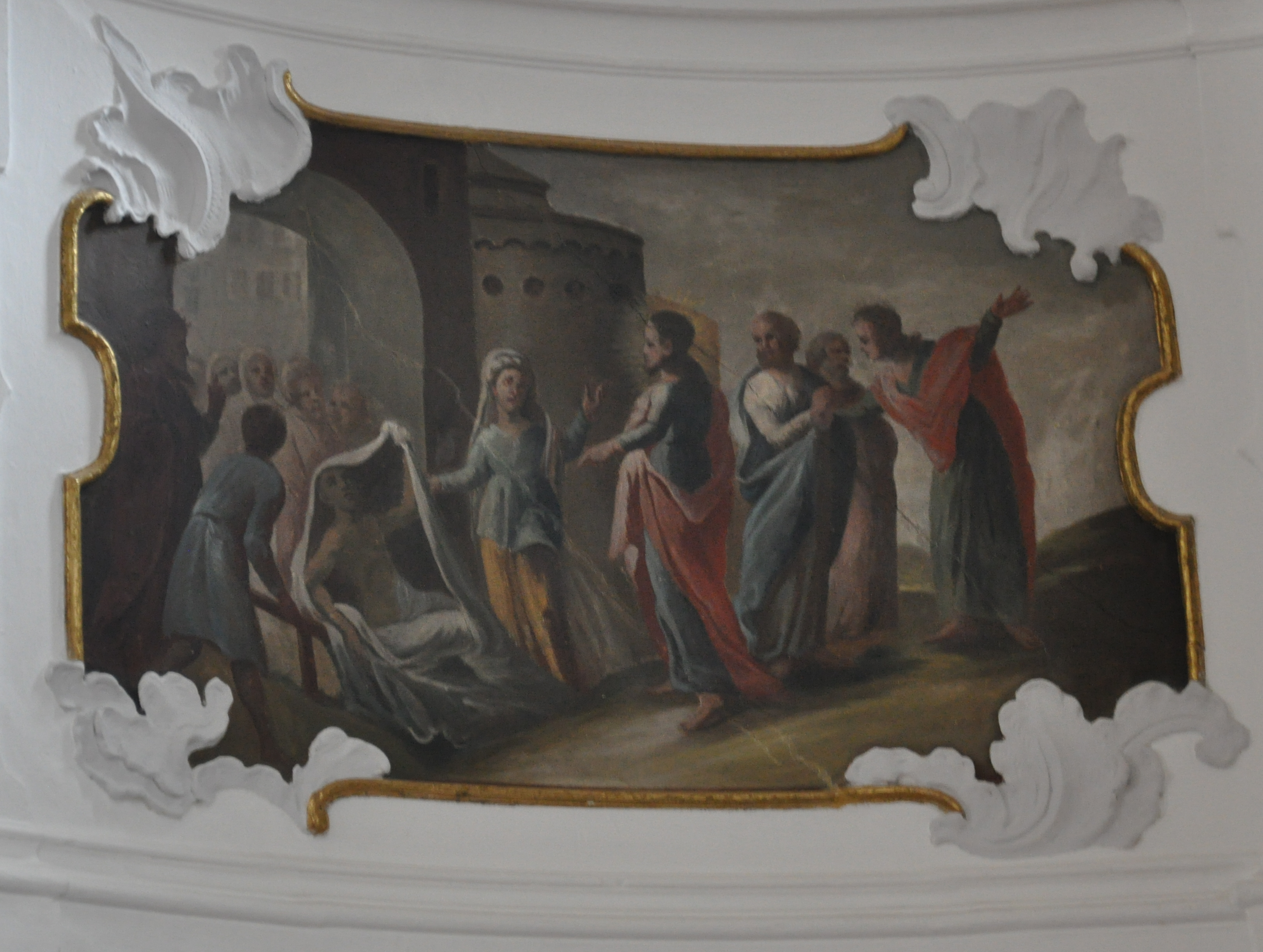
Auferweckung des Jünglings von Naim, Spitalkirche Heilig Geist (Wangen im Allgäu), Empore, Gemälde von Andreas König, 1759

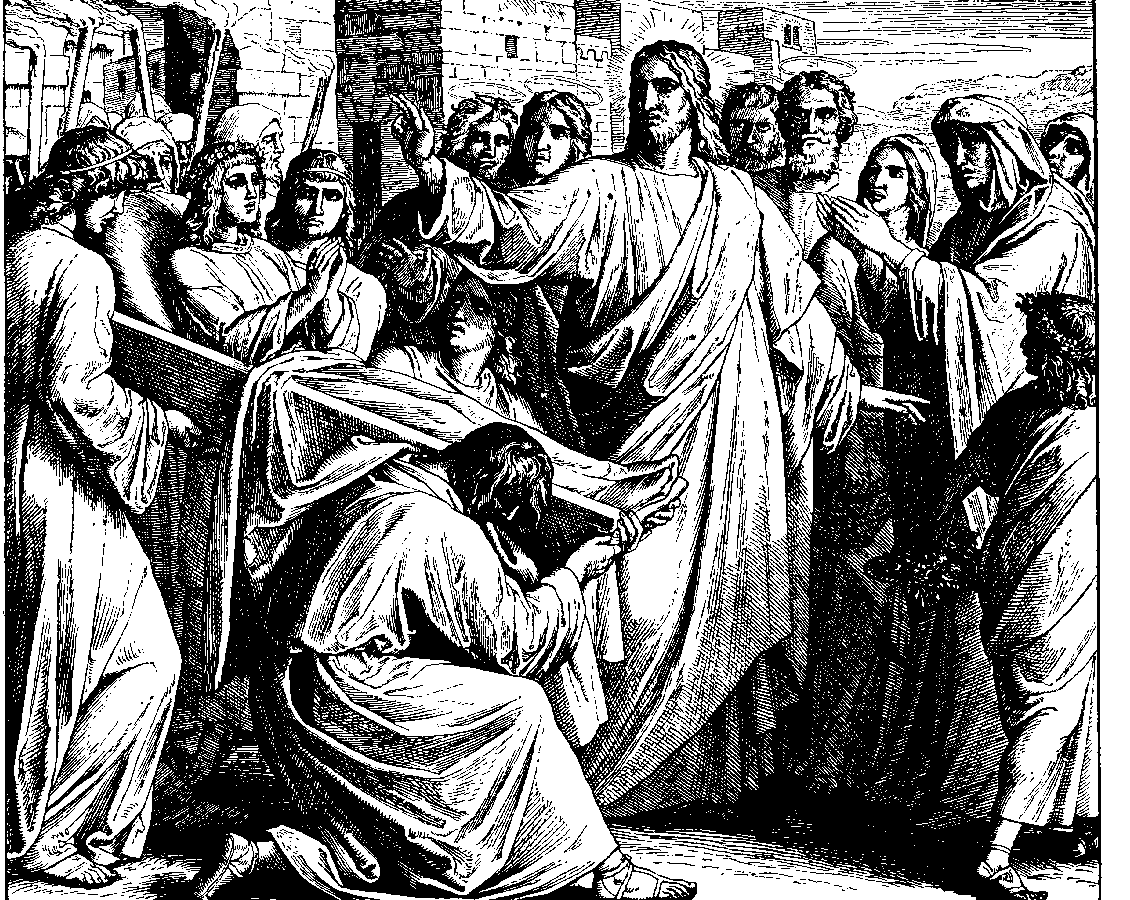
Holzschnitt aus „Die Bibel in Bildern“, 1860 von Julius Schnorr von Carolsfeld (1794–1872)

Die Geschichte des Jüngling von Naïn (auch: Jüngling zu Naïn, auch Naim oder Nain geschrieben) findet sich im Lukasevangelium. Naïn (arab. نين Na'in, wörtlich ‚bezaubernd‘; hebr. ניין Najin), ist eine Kleinstadt an der Grenze zwischen Galiläa und Samarien, die etwa 20 km südwestlich des Sees Genezareth und 7 km südwestlich des Berges Tabor liegt.
Der Jüngling wird als der einzige Sohn einer Witwe bezeichnet.

## Begegnung und Folgen
Gemäß Lk 7,11–17  ging Jesus mit seinen Jüngern und einer großen Menge an Menschen nach Naïn. Als Jesus und die ihm Folgenden an das Stadttor kamen, wurde ein Toter herausgetragen. Auch der Leichenzug war von vielen Menschen begleitet. Der Tote war der einzige Sohn einer Witwe. Jesus hatte Mitleid mit der Frau, trat heran, berührte die Totenbahre und erweckte den Toten, indem er ihm befahl, aufzustehen. Der tote Jüngling soll sich sofort aufgerichtet und zu sprechen begonnen haben. Auch dieses Wunder mehrte laut Lukasevangelium den Ruf von Jesus als Prophet.
Die  Franziskaner errichteten 1880 eine Kirche in Naïn zum Andenken an dieses Wunder.

## Besonderheiten der Handlung
Die Berührung eines Toten durch einen Juden führte dazu, dass er sieben Tage lang als unrein galt. Die Totenerweckung hatte daher grundsätzlich für Jesus persönlich rituelle Unreinheit nach jüdischem Glauben zur Folge.
Die im Lukasevangelium geschilderte Begegnung zweier Menschengruppen, einmal diejenigen, die mit Jesus gingen und als eine Gruppe verstanden werden kann, welche die Erlösung  sucht und die zweite Gruppe, die einen Zug des Todes, der Trauer darstellt und das Vergängliche des Lebens betont, ist diametral ausgerichtet. Die Totenerweckung von Jesus verbindet dabei die beiden ansonsten getrennten Gruppen im Sinne eines Kreuzungspunkts zwischen Tod und Leben.
Obwohl eine Totenerweckung doch als ein ganz besonderes Wunder anzusehen ist, wird im Lukasevangelium lediglich in zehn Sätzen darüber berichtet.
Während über den biblischen Propheten Elija berichtet wird, dass er Knaben von den Toten erweckt habe, indem er Fürbitten an Gott richtete, wird im Lukasevangelium über die Totenerweckung durch Jesus bezüglich des Jünglings von Naïn berichtet, dass Jesus dies mit einem Befehl: Jüngling, ich sage dir, steh auf!  aus eigener Macht, ohne spezielle Anrufung von Gott, vollbrachte.